# Edward Russell Ayrton
Edward Russell Ayrton (Wuhu, 17 dicembre 1882 – Tissamaharama, 18 maggio 1914) è stato un egittologo e archeologo inglese.

## Biografia
Era il figlio di William Scrope Ayrton (ufficiale consolare inglese in Cina) e di sua moglie Ellen Louisa McClatchie, e nacque a Wuhu, Cina, il 17 dicembre 1882. Fu educato presso la prestigiosa St Paul's School di Londra.
Iniziò la carriera di egittologo all'età di 20 anni, facendo da assistente a Flinders Petrie, pioniere di metodologia sistematica archeologica. Si unì a Petrie durante gli scavi dell'Egypt Exploration Fund ad Abido (che iniziarono nel 1899), lavorando dal 1902 al 1904.
La prima opera indipendente di Ayrton fu lo scavo ad Abido di un sito della II dinastia egizia, Shunet ez Zebib. In seguito lavorò presso Abu Gurab con William Leonard Stevenson Loat.
Nel 1904-1905 scavò ed analizzò le tombe di numerose antiche principesse trovate nel complesso funerario di re Mentuhotep II, a Deir el-Bahari, nel corso della spedizione guidata da Édouard Naville e da Henry Hall. 
Lavorando per Theodore Davis in Egitto, nella Valle dei Re, dal 1905 al 1908, scoprì le seguenti tombe:
- KV47 (del faraone Siptah, nel 1905)
- KV55 (periodo di Amarna nel 1907)
- KV56 (di un figlio reale nel 1908) e
- KV57 (del faraone Horemheb nel 1908)

Partecipò anche agli scavi delle seguenti tombe:
- KV2, KV10, KV46, KV47, KV48, KV49, KV50, KV51, KV52, KV53, KV54, KV56, KV57, KV59 e KV60.

Lavorando di nuovo con Loat, nel 1908-1909 lavorò nelle tombe della VI dinastia ad |Abido e nel cimitero predinastico di El Mahasna.
Nel 1911 accettò un lavoro a Ceylon. Il 18 maggio 1914 annegò durante una spedizione, in un incidente sul lago Tissa Tank, Tissamaharama, nel Ceylon meridionale (oggi Sri Lanka).